# Vielspaltiges Fingerkraut
Das Vielspaltige Fingerkraut oder Schlitzblättrige Fingerkraut (Potentilla multifida) ist eine Pflanzenart der Gattung Fingerkräuter (Potentilla) in der Familie der Rosengewächse (Rosaceae).

## Beschreibung
Das Vielspaltige Fingerkraut ist eine ausdauernde krautige Pflanze. Die Halbrosettenpflanze hat einen kurz verzweigten und dicht mit bräunlichen Blattresten bedeckten „Wurzelstock“. Die bogig aufsteigenden Stängel erreichen eine Wuchshöhe von 3 bis zu 40 Zentimeter. Sie sind in der oberen Hälfte verzweigt und wenigblättrig, dafür aber vielblütig und ebenso wie die bis 5 Zentimeter langen Blattstiele dicht anliegend behaart. Die Laubblätter sind gefiedert bis fingerteilig, die Abschnitte sind tief fiederschnittig mit herabgezogenem Rand. Die Blattoberseite ist grün und anliegend behaart, die Unterseite dicht graufilzig. Es sind Nebenblätter vorhanden.
Die Blütenstiele sind 1,5 bis 2,5 cm lang. Die zwittrigen, radiärsymmetrischen Blüten messen 8 bis 15 Millimeter im Durchmesser und sind fünfzählig. Die fünf Kelchblätter sind außen und der Außenkelch ist dicht anliegend behaart. Die fünf gelben, tief ausgerandeten Kronblätter überragen den Kelch.
Blütezeit ist von Juli bis August. Die Chromosomenzahl beträgt 2n = 28.

## Vorkommen
Diese Art ist arktisch-alpin verbreitet, das disjunkte Verbreitungsgebiet umfasst Skandinavien sowie die Alpen, die Pyrenäen, Nordamerika und China. Sie kommt in Höhenlagen von 2200 bis 3000 Meter besonders unter überhängenden Felsen vor und gilt als selten. Angaben aus dem den Ural beziehen sich auf Potentilla tergemina Soják. Diese Art unterscheidet sich im Wesentlichen von P. multifida durch den mindestens teilweise abstehend behaarten Stengel, sowie die abstehend länger behaarten Blattstiele aller Blätter.

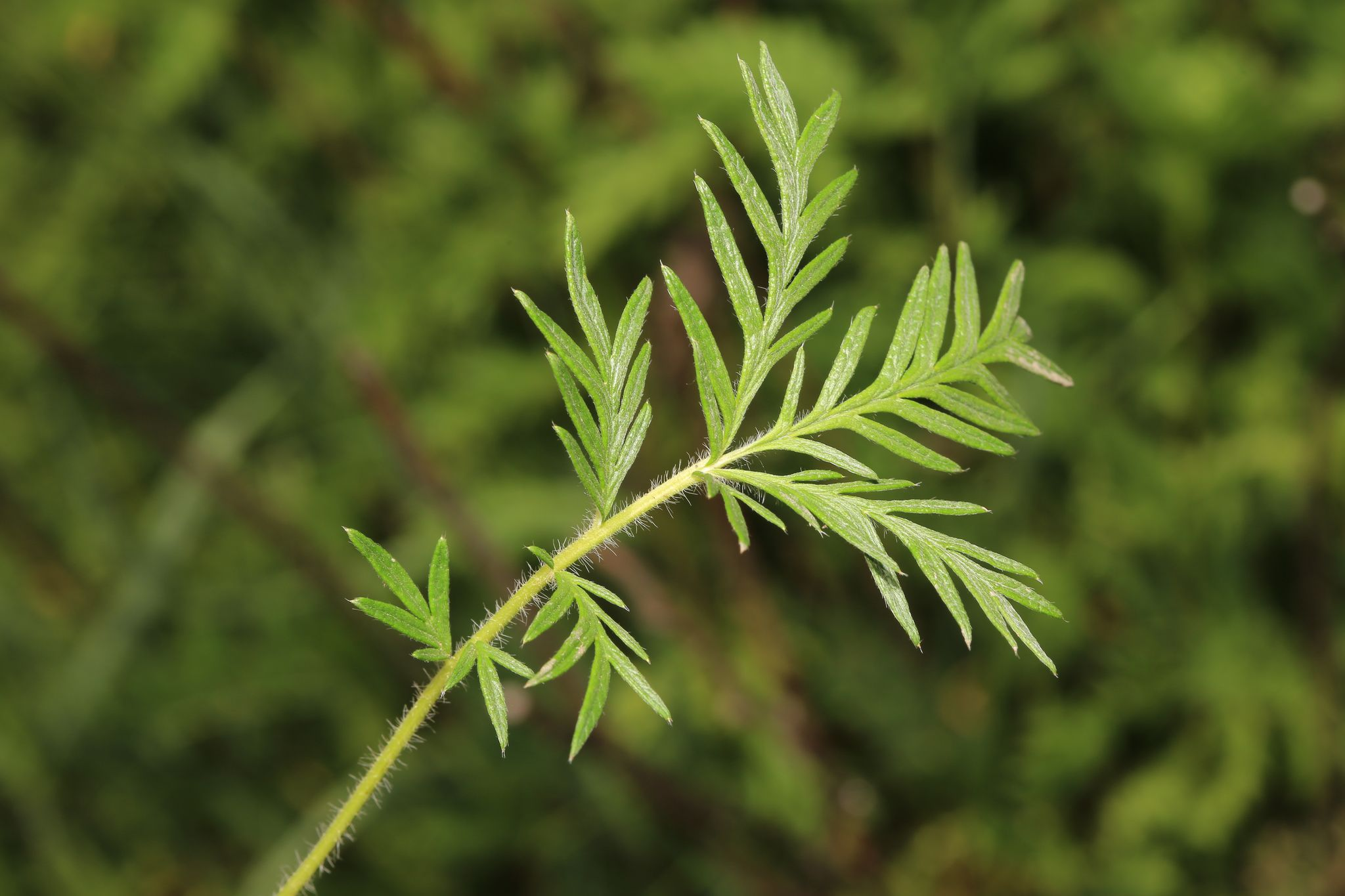
Laubblatt von P. tergemina

In der Schweiz kommt P. multifida nur im Kanton Wallis vor. In Deutschland und Österreich fehlt sie, in Südtirol kommt sie vor.

## Systematik
Der wissenschaftliche Name Potentilla multifida wurde 1753 von Carl von Linné in Species Plantarum erstveröffentlicht.
In China werden drei Varietäten anerkannt:
- Potentilla multifida L. var. multifida
- Potentilla multifida var. nubigena Th.Wolf
- Potentilla multifida var. ornithopoda (Tausch) Th.Wolf

Während bei P. multifida var. multifida sowie der P. multifida var. ornithopoda die Stängel aufsteigend bis aufrecht wachsen und dabei eine Länge von 12 bis 40 cm erreichen, wächst P. multifida var. nubigena in Bodennähe und erreicht gerade einmal eine Länge von 3 bis 8 cm. Die P. multifida var. ornithopoda besitzt im Gegensatz zur P. multifida var. multifida auch Fiederblätter, die deutlicher handförmig geteilt sind, sich zur Laubblattspitze anhäufen und oft kräftiger werden.
Die P. multifida var. ornithopoda wächst selten in China, der Mongolei und Russland in Höhen zwischen 700 und 4800 Metern. Die sehr seltene P. multifida var. nubigena findet man vereinzelt in China in Höhenlagen zwischen 1300 und 5000 Metern.

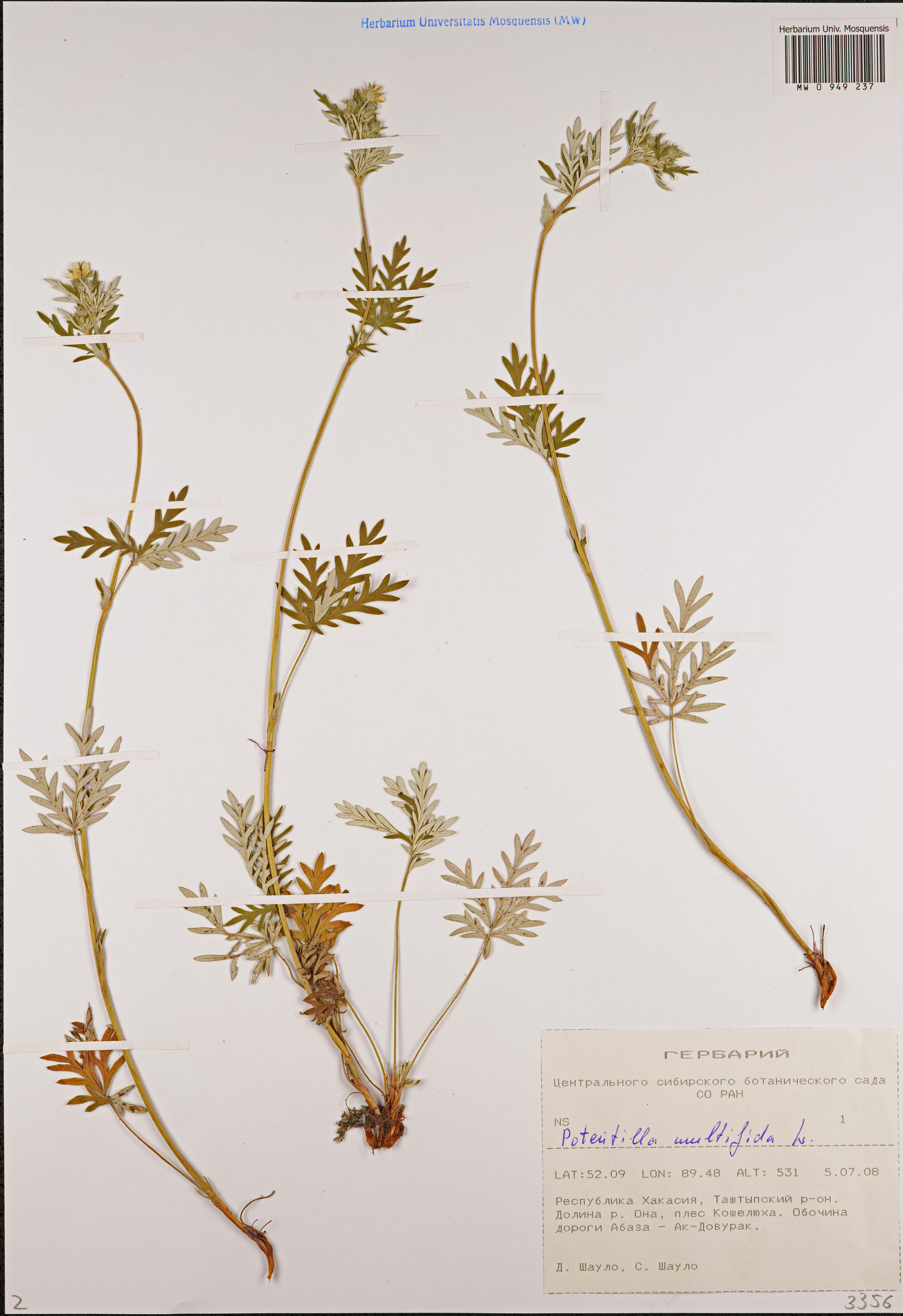
Potentilla multifida var. multifida (Herbarbeleg)
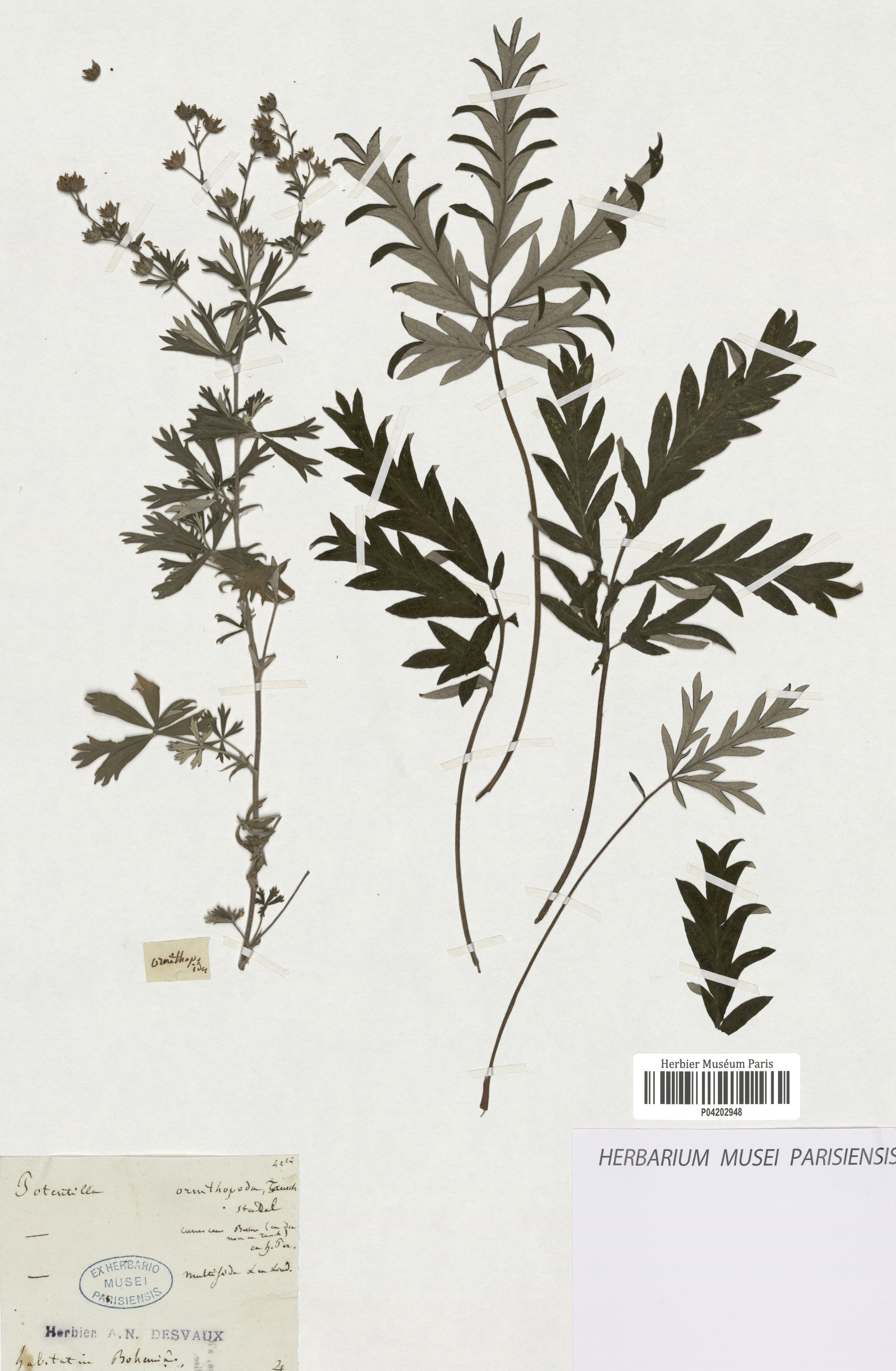
Potentilla multifida var. ornithopoda (Herbarbeleg)
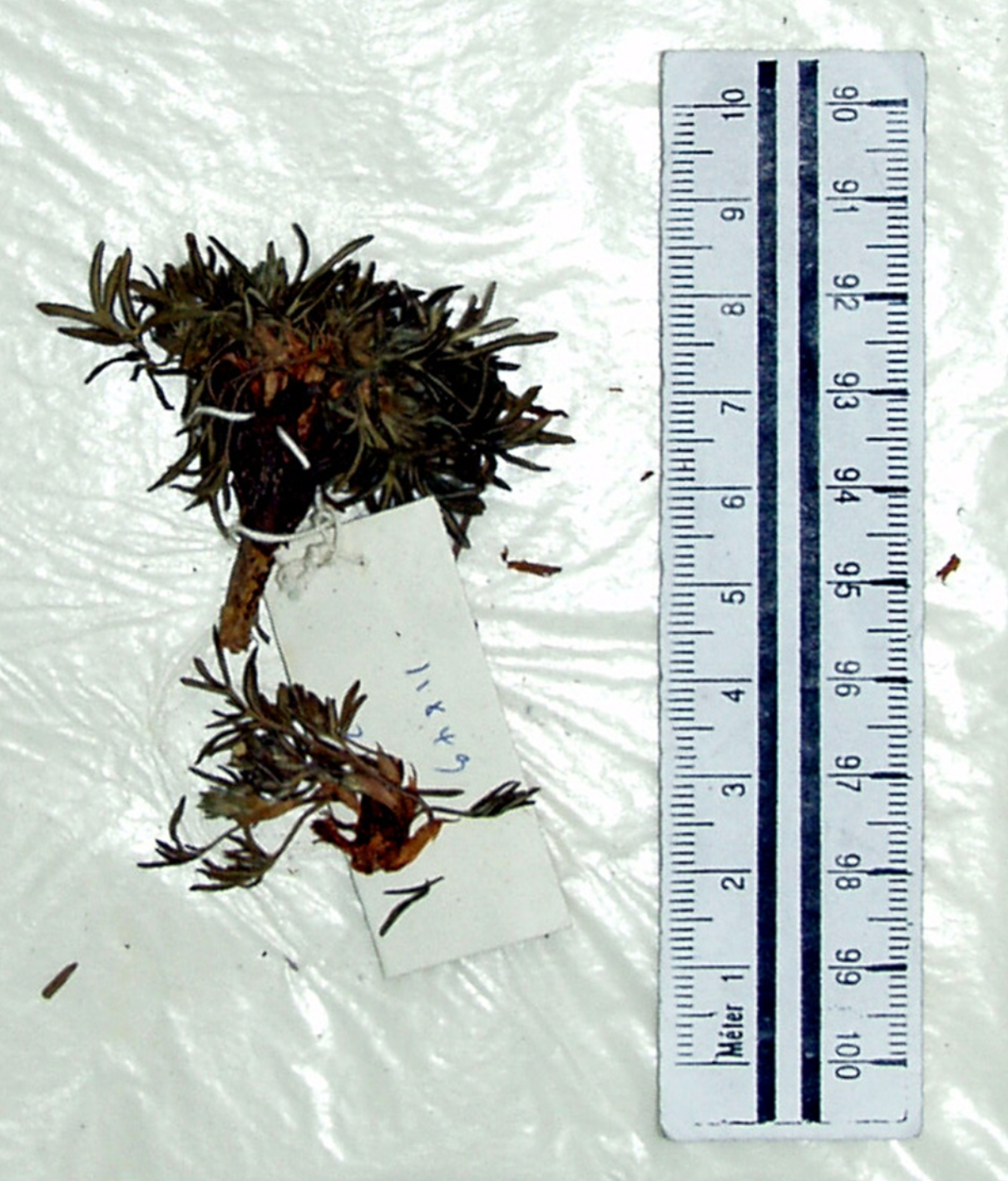
Potentilla multifida var. nubigena (Herbarbeleg)
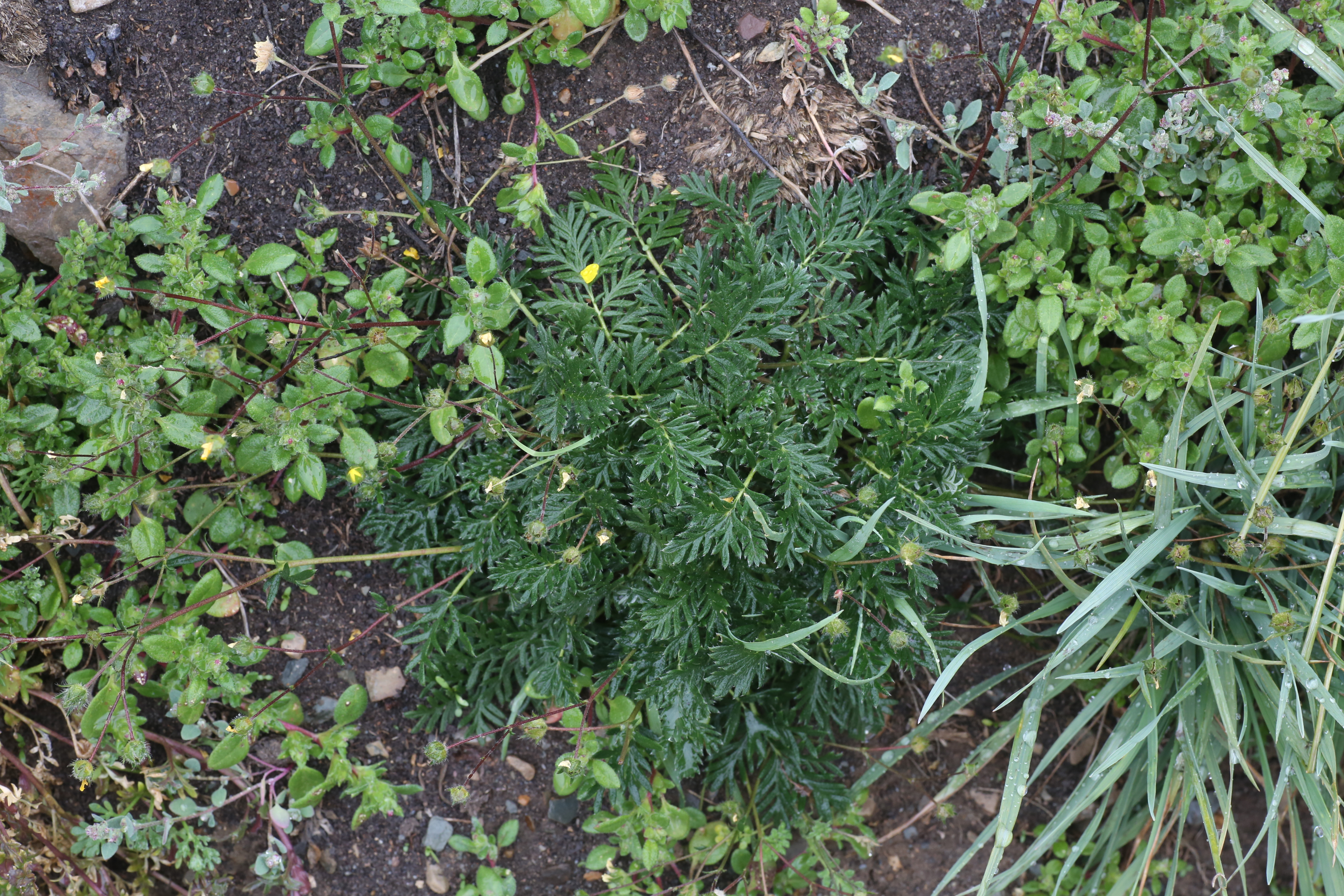
Potentilla multifida var. multifida (Laubblätter)
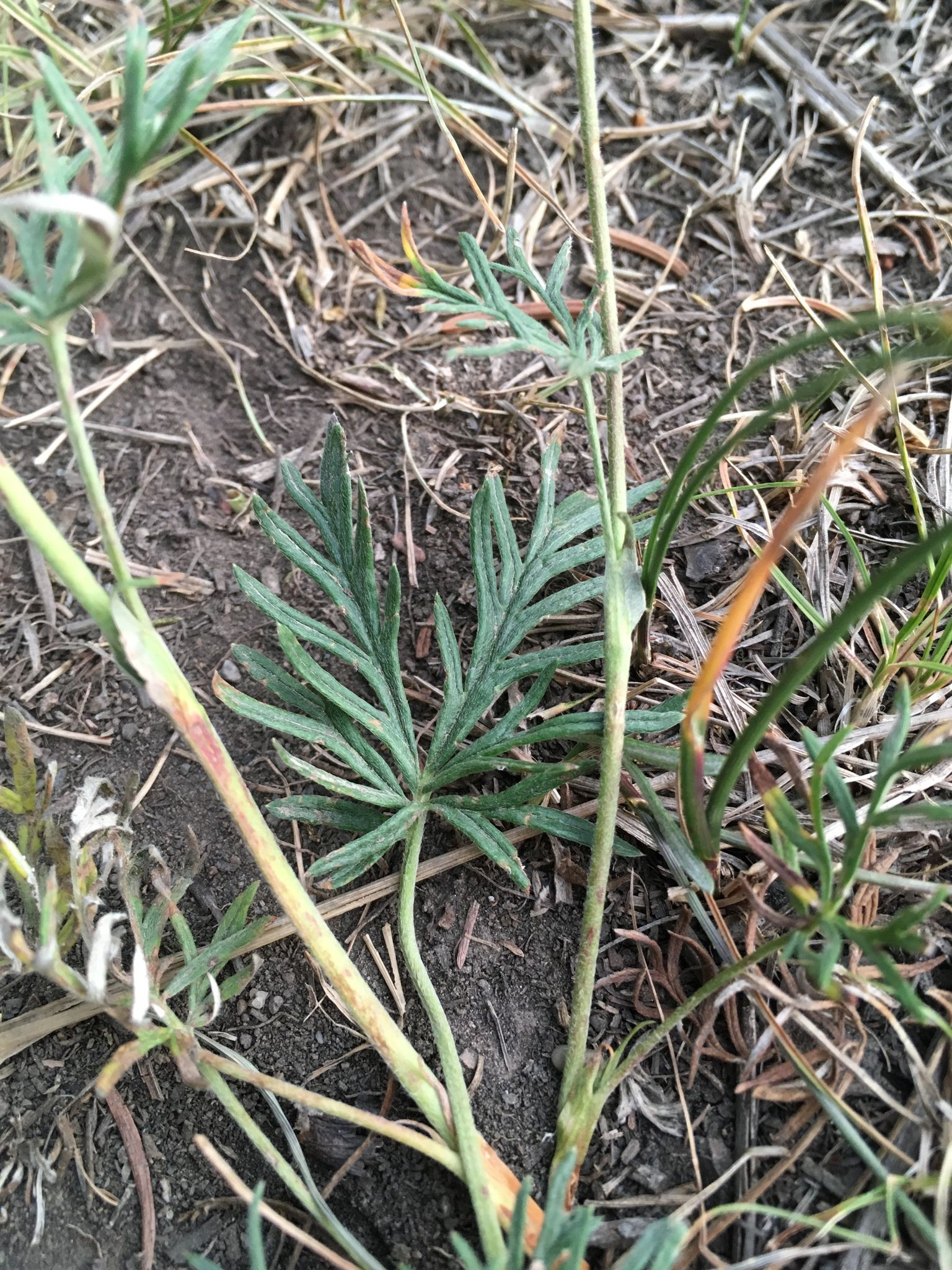
Potentilla multifida var. ornithopoda (Laubblatt)

## Belege
- Li Chaoluan, Hiroshi Ikeda, Hideaki Ohba: Potentilla. In: Wu Zhengyi, Peter H. Raven, Deyuan Hong (Hrsg.): Flora of China. Volume 9: Pittosporaceae through Connaraceae. Science Press / Missouri Botanical Garden Press, Beijing / St. Louis 2003, ISBN 1-930723-14-8, Potentilla multifida, S. 309 (englisch, online).
- Xaver Finkenzeller, Jürke Grau: Alpenblumen. Erkennen und bestimmen (= Steinbachs Naturführer). Neue bearbeitete Auflage. Mosaik, München 1996, ISBN 3-576-10558-1, S. 118.